# Persone di cognome Hayes
| Questa pagina contiene informazioni ricavate automaticamente dalle voci biografiche con l'ausilio del template Bio e di un bot. L'aggiornamento è periodico e automatico e ricostruisce completamente la pagina. Se manca una persona in questa lista, sei pregato di non aggiungerla, ma accertati piuttosto che la sua voce biografica contenga il template Bio e che i dati anagrafici siano correttamente compilati. Se il template Bio manca, inseriscilo tu stesso o, in alternativa, metti l'avviso {{tmp\|Bio}} che ne segnala la mancanza. Se i dati riportati sono sbagliati, correggi direttamente la voce biografica; le modifiche saranno visibili in questa lista entro pochi giorni. Per chiarimenti vedi il progetto antroponimi. La lista contiene solo le 81 persone che sono citate nell'enciclopedia e per le quali è stato implementato correttamente il template Bio. Pagina aggiornata al 7 giu 2025. |

Questa è una lista di persone presenti nell'enciclopedia che hanno il cognome Hayes, suddivise per attività principale.

## Allenatori di calcio(1)
- Vince Hayes, allenatore di calcio e calciatore inglese (Manchester, n. 1879 - Salford, † 1964)

## Allenatrici di calcio(1)
- Emma Hayes, allenatrice di calcio inglese (Camden, n. 1976)

## Attori(6)
- Anthony Hayes, attore australiano (n. 1977)
- Frank Hayes, attore statunitense (San Francisco, n. 1871 - Hollywood, † 1923)
- Gabby Hayes, attore statunitense (Wellsville, n. 1885 - Burbank, † 1969)
- Ron Hayes, attore statunitense (San Francisco, n. 1929 - Malibù, † 2004)
- Sean Hayes, attore statunitense (Chicago, n. 1970)
- Thomas Hayes, attore, produttore discografico e musicista norvegese (Asker, n. 1997)

## Attrici(7)
- Allison Hayes, attrice e modella statunitense (Charleston, n. 1930 - San Diego, † 1977)
- Erinn Hayes, attrice statunitense (San Francisco, n. 1976)
- Hana Hayes, attrice statunitense (Tucson, n. 1999)
- Margaret Hayes, attrice statunitense (Baltimora, n. 1913 - Miami Beach, † 1977)
- Nancye Hayes, attrice, cantante e ballerina australiana (Sydney, n. 1943)
- Patricia Hayes, attrice britannica (Camberwell, n. 1909 - Londra, † 1998)
- Stacey Hayes, attrice britannica (Londra, n. 1976)

## Avvocati(1)
- Rutherford B. Hayes, avvocato, politico e generale statunitense (Delaware, n. 1822 - Fremont, † 1893)

## Batteristi(1)
- Louis Hayes, batterista statunitense (Detroit, n. 1937)

## Calciatori(7)
- Austin Hayes, calciatore irlandese (Londra, n. 1958 - Londra, † 1986)
- Ennis Hayes, calciatore argentino (Rosario, n. 1896 - Rosario, † 1956)
- Jacori Hayes, calciatore statunitense (Andrews Air Force Base, n. 1995)
- Jonny Hayes, ex calciatore irlandese (Dublino, n. 1987)
- Harry Hayes, calciatore argentino (Rosario, n. 1891 - Rosario, † 1976)
- Lester Hayes, calciatore statunitense (Savannah, n. 1993)
- Paul Hayes, ex calciatore inglese (Dagenham, n. 1983)

## Cantanti(1)
- Walker Hayes, cantante statunitense (Mobile, n. 1979)

## Cantautori(1)
- Darren Hayes, cantautore australiano (Brisbane, n. 1972)

## Cantautrici(1)
- Gemma Hayes, cantautrice e chitarrista irlandese (Ballyporeen, n. 1977)

## Cardinali(1)
- Patrick Joseph Hayes, cardinale e arcivescovo cattolico statunitense (New York, n. 1867 - New York, † 1938)

## Cestiste(1)
- Tiffany Hayes, cestista statunitense (Fort Polk South, n. 1989)

## Cestisti(10)
- Kenny Hayes, cestista statunitense (Toledo, n. 1987)
- Steve Hayes, ex cestista e allenatore di pallacanestro statunitense (American Falls, n. 1955)
- Chuck Hayes, ex cestista statunitense (San Leandro, n. 1983)
- DeRon Hayes, ex cestista statunitense (Lakeland, n. 1970)
- Elvin Hayes, ex cestista statunitense (Rayville, n. 1945)
- Jarvis Hayes, ex cestista statunitense (Atlanta, n. 1981)
- Jaxson Hayes, cestista statunitense (Norman, n. 2000)
- Jim Hayes, cestista statunitense (Ithaca, n. 1948 - † 2009)
- Kevarrius Hayes, cestista statunitense (Live Oak, n. 1997)
- Killian Hayes, cestista francese (Lakeland, n. 2001)

## Chitarristi(1)
- Peter Hayes, chitarrista statunitense (New York Mills, n. 1976)

## Drammaturghi(1)
- Joseph Hayes, drammaturgo e sceneggiatore statunitense (Indianapolis, n. 1918 - St. Augustine, † 2006)

## Egittologi(1)
- William C. Hayes, egittologo statunitense (Hempstead, n. 1903 - New York, † 1963)

## Esploratori(1)
- Isaac Israel Hayes, esploratore statunitense (Chester, n. 1832 - New York, † 1881)

## Fantini(1)
- Frank Hayes, fantino irlandese (Irlanda, n. 1901 - Elmont, † 1923)

## Fumettisti(1)
- Rory Hayes, fumettista statunitense (Santa Monica, n. 1949 - San Francisco, † 1983)

## Giocatori di baseball(1)
- Ke'Bryan Hayes, giocatore di baseball statunitense (Tomball, n. 1997)

## Giocatori di football americano(5)
- Daelin Hayes, giocatore di football americano statunitense (Detroit, n. 1998)
- Eric Hayes, ex giocatore di football americano statunitense (Tampa, n. 1967)
- Jonathan Hayes, ex giocatore di football americano e allenatore di football americano statunitense (Fort Lauderdale, n. 1962)
- Josh Hayes, giocatore di football americano samoano americano (Lakeland, n. 1999)
- Lester Hayes, ex giocatore di football americano statunitense (Houston, n. 1955)

## Ingegneri(1)
- Vic Hayes, ingegnere olandese (Surabaya, n. 1941)

## Maratoneti(1)
- Johnny Hayes, maratoneta statunitense (New York, n. 1886 - Englewood, † 1965)

## Matematici(2)
- Charles Hayes, matematico inglese (n. 1678 - † 1760)
- Richard Hayes, matematico britannico (n. 1715 - † 1740)

## Mezzofondisti(1)
- Howard Hayes, mezzofondista e velocista statunitense (Steubenville, n. 1877 - Chicago, † 1937)

## Militari(1)
- Ira Hayes, militare nativo americano (Sacaton, n. 1923 - Bapchule, † 1955)

## Modelle(1)
- Danielle Hayes, modella neozelandese (Kawerau, n. 1991)

## Nuotatori(2)
- Bruce Hayes, ex nuotatore statunitense (Sarasota, n. 1963)
- Neville Hayes, nuotatore australiano (Hurstville, n. 1943 - † 2022)

## Nuotatrici(1)
- Leah Hayes, nuotatrice statunitense (Sugar Grove, n. 2005)

## Ostacoliste(1)
- Joanna Hayes, ex ostacolista statunitense (Williamsport, n. 1976)

## Pallanuotiste(1)
- Brittany Hayes, pallanuotista statunitense (Orange, n. 1985)

## Piloti motociclistici(1)
- Josh Hayes, pilota motociclistico statunitense (Gulfport, n. 1975)

## Politiche(1)
- Janet Gray Hayes, politica statunitense (Rushville, n. 1926 - Saratoga, † 2014)

## Politici(1)
- Jimmy Hayes, politico statunitense (Lafayette, n. 1946)

## Rapper(2)
- 42 Dugg, rapper statunitense (Detroit, n. 1995)
- Aceyalone, rapper statunitense (Los Angeles, n. 1970)

## Religiose(1)
- Elizabeth Hayes, religiosa britannica (Saint Peter Port, n. 1823 - Roma, † 1894)

## Rugbisti a 15(1)
- John Hayes, ex rugbista a 15 irlandese (Limerick, n. 1973)

## Sceneggiatori(4)
- Chad e Carey Hayes, sceneggiatore statunitense (Portland, n. 1961)
- Alfred Hayes, sceneggiatore, scrittore e poeta britannico (Londra, n. 1911 - Sherman Oaks, † 1985)
- John Michael Hayes, sceneggiatore e giornalista statunitense (Worcester, n. 1919 - Hanover, † 2008)
- Terry Hayes, sceneggiatore, produttore cinematografico e scrittore britannico (Sussex, n. 1951)

## Scrittori(1)
- Billy Hayes, scrittore e attore statunitense (New York, n. 1947)

## Sindacalisti(1)
- Charles Hayes, sindacalista e politico statunitense (Cairo, n. 1918 - † 1997)

## Soprani(1)
- Catherine Hayes, soprano irlandese (Limerick, n. 1818 - Kent, † 1861)

## Velociste(1)
- Quanera Hayes, velocista statunitense (n. 1992)

## Velocisti(1)
- Bob Hayes, velocista e giocatore di football americano statunitense (Jacksonville, n. 1942 - Jacksonville, † 2002)

## Vescovi cattolici(1)
- Ralph Leo Hayes, vescovo cattolico statunitense (Pittsburgh, n. 1884 - Davenport, † 1970)

## Wrestler(1)
- Lord Alfred Hayes, wrestler britannico (Londra, n. 1928 - Dallas, † 2005)